# Eugenia toxanatolica
Eugenia toxanatolica är en myrtenväxtart som beskrevs av Bernard Verdcourt. Eugenia toxanatolica ingår i släktet Eugenia och familjen myrtenväxter.
Artens utbredningsområde är Tanzania. Inga underarter finns listade i Catalogue of Life.